# الحضارة النوراجية

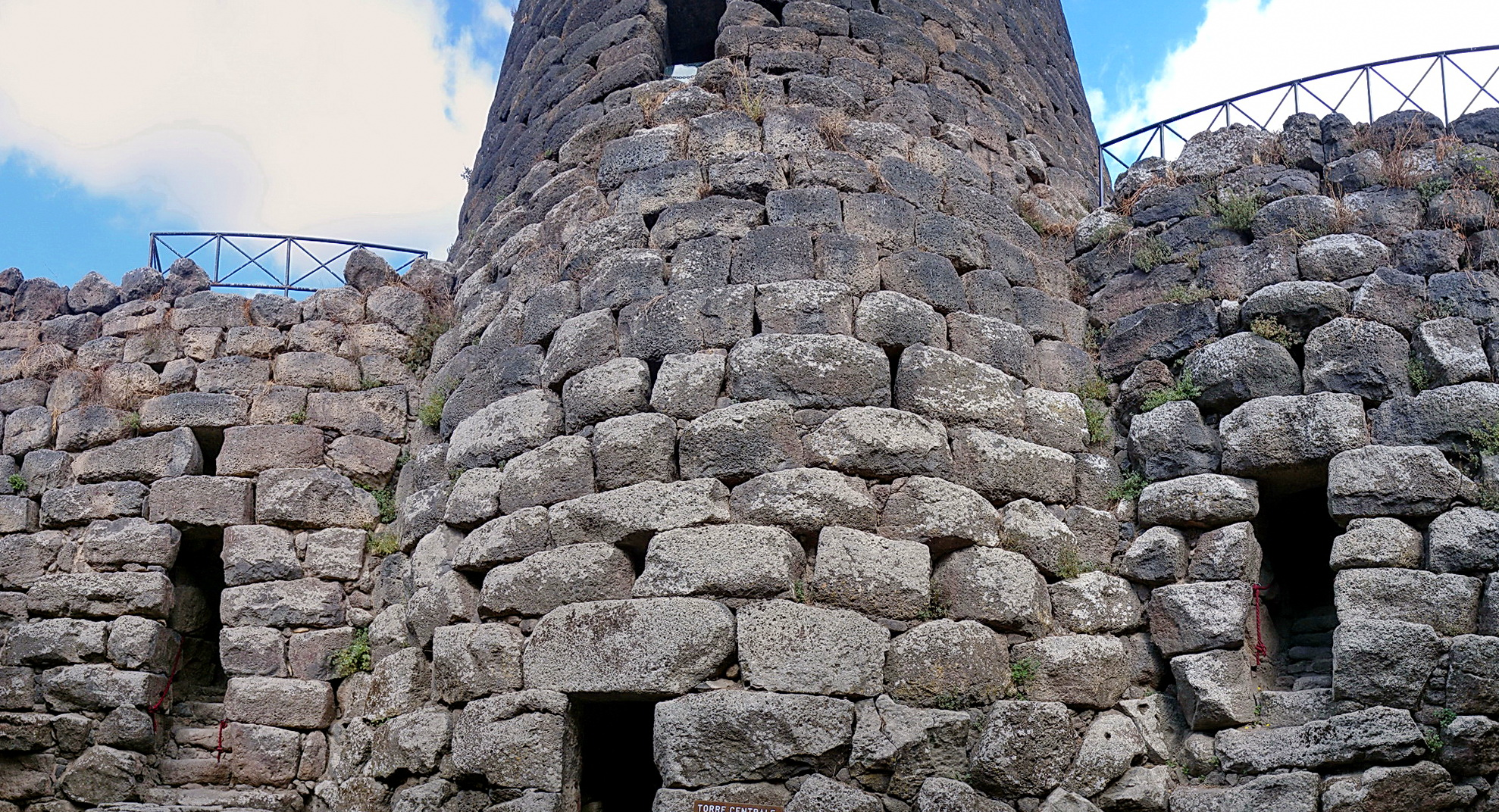

كانت الحضارة النوراجية أو المدنيّة النوراجية حضارة في جزيرة سردينيا، ثاني أكبر جزر البحر الأبيض المتوسط، وقد استمرت هذه الحضارة من القرن الثامن عشر قبل الميلاد (العصر البرونزي) إلى 238 قبل الميلاد حين احتل الرومان الجزيرة. وفي رأي بعض المؤرخين أن هذه الحضارة استمرت حتى القرن الثاني، أو ربما حتى القرن السادس.
ليس اسم الحضارة النوراجية اسمًا قوميًّا أطلقه أهل سردينيا على أنفسهم، ولا أطلقه غيرهم عليهم. يعود اشتقاق هذا الاسم إلى البناء الذي يميّز الجزيرة، النوراك، وهو بناء يشبه القلعة والبرج، بنى منه السردينيون القدماء أعدادا كبيرة منذ عام 1800 قبل الميلاد تقريبا. اليوم يوجد 7 آلاف نوراك في جزيرة سردينيا.
لم تُكتَشف لهذه الحضارة أي آثار مكتوبة، إلا بعض الوثائق المحتملة من النقوش التي ترجع إلى المراحل الأخير من الحضارة النوراجية. كل المعلومات المكتوبة تأتي من الأدب الكلاسيكي للإغريق والرومان، وربما عُدّت هذه المعلومات أسطورية أكثر منها تاريخية.

## التاريخ

### سردينيا قبل النوراجية
في عصر الحديد كان يسكن الجزيرة أناس وصلوا إليها في العصر الحجري القديم والعصر الحجري الحديث من أوروبا وحوض المتوسط. اكتُشفت أقدم المستوطنات في وسط سردينيا وشمالها (أنغلونا). تطورت حضارات عدة في الجزيرة، منها الحضارة الأزيريّة (3200−2700 قبل الميلاد). اعتمد اقتصاد الجزيرة على الزراعة، وتربية الحيوانات والصيد والتجارة مع الأراضي المجاورة. مع انتشار المعادن، ظهر في الجزيرة أشياء وأسلحة فضية ونحاسية.
تشمل بقايا هذه الفترة مناهير (تسمّى بيرداس فيتاس) ودلامن، وأكثر من 2400 غرفة قبريّة تسمّى دوموش دو جاناس، أما مناهير التماثيل التي كانت تمثل المحاربين أو شخصيات أنثوية، والهرم المدرج مونت داكودي، قرب ساساري، ويشبه هذا الهرم من وجوه مجموعة النصب التذكارية في لوس ميلار، والتالايوتات في جزر البليار. وفقا لبعض العلماء، فإن التشابه بين هذه البنية والبنى المكتشفة في بلاد ما بين النهرين يرجع إلى التدفقات الحضارية الآتية من الحوض الشرقي للبحر الأبيض المتوسط.
لم يعد نصب مونت داكودي مستخدما بعد عام 2000 قبل الميلاد تقريبًا، وذلك عندما ظهرت حضارة القدور الجرسية التي كانت منتشرة في أوروبا الغربية. وصلت هذه الحضارة إلى سردينيا من منطقتين: أولا من منطقة إسبانيا وجنوبي فرنسا، وثانيا من أوروبا الوسطى، عبر شبه الجزيرة الإيطالية.

### الفترة النوراجية

#### العصر البرونزي المبكر
كانت حضارة بونانارو آخر تطور لحضارة القدور الجرسية في سردينيا (في فترة 1800–1600 تقريبا) وأظهرت هذه الحضارة تشابهات عدة بينها وبين حضارة بولادا التي كانت معاصرة لها في شمال إيطاليا. اشتركت هاتان الحضارتان في خصائص عامة في الحضارة المادية كالفخار غير المزين والمقابض التي على شكل فؤوس.ربما وصلت هذه التأثيرات الحضارية إلى سردينيا عبر جزيرة كورسيكا، إذ تبنّى أهل سردينيا تقنيات معمارية جديدة (مثل العمارة الصقلوبية) كانت منتشرة من قبل في كورسيكا.

وصل إلى الجزيرة في ذلك الوقت شعوب أخرى من البرّ الرئيسي، وجاؤوا معهم بفلسفات دينية جديدة، وتقنيات جديدة، وأساليب حياة جديدة، فجعلوا عادات الجزيرة السابقة قديمة بالية، أو أعادوا تفسيرها من جديد.
كان هزّ حضارة بونانارو الأولى للصورة المعروفة عنها وإنتاجها المواكب للعصر ربما بحكم تأثير المناطق الأوروبية الوسطى ومناطق بولادا رون فيها بطريقة المؤثر والمثال أو القدوة (أو ربما -ولمَ لا؟- بطريقة إراقة الدماء).نفهم من وجود المعدات المادية الشديدة والعملية بالعموم، ومن جوهرية هذه المعدات (لا سيما في السيراميك غير المزين) طبيعة القادمين الجديد وعاداتهم الحربية، والصراع الذي أحيوه في الجزيرة. يؤكّد هذا وجود أسلحة حجرية ومعدنية (نحاسية وبرونزية). تنتشر المعادن كذلك في الأشياء المستعملة (كالمثاقب النحاسية والبرونزية) والأشياء المزخرفة (الحلقات البرونزية والرقائق الفضية، ويبدو أن سيلا من الأيديولوجيات من العالم القديم السابق للنوراجية كان يستجيب لنقطة تحول تاريخية جديدة.

—جيوفاني ليليو، لا سيفيلتا دي ساردي (حضارة سردينيا)، صفحة 362
نتج عن انتشار المعادن الكبير تطوّرات عديدة. باستخدام سبائك النحاس والقصدير أو الزرنيخ، استطاع الناس أن يحصلوا على معدن مقاوم، يناسب صناعة الأدوات المستخدمة في الزراعة والصيد والحرب. من هذه الفترة بدأ بناء ما يسمّى النوراك البدائي، وهو بناء يشبه المنصة ويميز المرحلة الأولى من العصر النوراجي. تختلف هذه الأبنية جدا عن أبنية النوراك الكلاسيكية المعروفة، إذ إن فيها مساحات غير متساوية القياس وشكلا قصيرا وعريضا.

#### العصر البرونزي الأوسط والمتأخر
في خلال الفترة الوسطى من الألفية الثانية قبل الميلاد، أصبج النوراك الذي تطور من النوراك البدائي المذكور، بناءً صخريا له شكل مخروط مقطوع، وكل برج نوراكي فيه غرفة مستديرة مقببة داخلية، أما أكبر الأبراج فقد تحوي ثلاث غرف متداخلة. انتشرت هذه الأبنية في كل سردينيا، نوراك في كل ثلاثة كيلومترات مربعة تقريبا.
تخيّل المؤرخون والجغرافيون الإغريق القدامى وبناتهم شكل النوراك الغامض. ووصفوا وجود صروح عظيمة تسمّى دايداليا، وهو مشتق من اسم دايدالوس، الذي كان بعد أن يبني متاهته في كريت، سينتقل إلى صقلية ثم إلى سردينيا.
احتوت النظريات الجديدة عن استخدام النوراك أدوارا اجتماعية أو حربية أو دينية أو فلكية له، بوصفه فرنًا أو قبرا. ومع أن السؤال بقي محل خلاف بين العلماء طويلا، فإن الإجماع الحديث قام على أنها بنيت لتكون ملاجئ يُدافَع عنها، وأنها كانت تحوي حظائر وصوامع.
في النصف الثاني من الألفية الثانية قبل الميلاد، أثبتت الدراسات الآثارية ازدياد عدد المستوطنات المبنية حول هذه البنى التي كانت تبنى غالبا على قمم التلال. وربما لأسباب الحماية، أضيفت أبراج جديدة إلى الأبراج الأصلية، واتّصلت بجدران لها شقوق لتشكل نوراكًا معقدا.
من أشهر النوراكات الموجودة السونوراكسي في باروميني، وسانتو أنتين في تورالبا، ونوراك لوسا في أباسانتا، ونوراك بالافيرا في ألغيرو، ونوراك جينا ماريا في فيلانوفافورو، ونوراك سيروسي في غونيسا وأروبيو في أورولي. النوراكات الكبيرة مثل نوراك أروبيو قد يبلغ ارتفاع 25 إلى 30 مترًا، وقد يتألف من 5 أبراج أساسية، تحميها عدة طبقات من الجدران، وعشرات من الأبراج الإضافية. اقتُرح أن بعض القرى السردينية تعود أصولها مباشرة إلى قرى نوراجية، ربما كان منها القرى التي يبدأ اسمها بـ«نور»، (مثل نوراتشي ونورامينيس ونوري ونورالو ونوراغوغوم).
وبعد هذا بقليل شهدت سردينيا، وهي الجزيرة الغنية بالمناجم، لا سيما مناجم النحاس والرصاص، بناء أفران عديدة للسبائك التي كان يُتاجر بها في حوض البحر الأبيض المتوسط. أصبح النوراجيون ماهرين في عمب المعادن، وكانوا من مصنعي المعادن الرئيسيين في أوروبا، وصنعوا تنويعات واسعة من الأشياء البرونزية. سبقت الأسلحة الجديدة كالسيوف والخناجر والفؤوس الأشياء الأخرى كالحفّارات والدبابيس والخواتم والأساور والتماثيل والقوارب النذرية التي تظهر علاقة حميمة بين الناس والبحر. ربما كان القصدير هو السبب الذي جذب تجار العصر البرونزي من بحر إيجه حيث يتوفر النحاس ولكن القصدير في صناعة البرونز نادر، وحدثت أول عملية موثقة لصهر المعادن، أكّد ظهور هذه العملية في خزينة من القصدير القديم الصهرَ المعدني والصبّ كذلك. مصادر القصدير التي تُذكر عادة هي المصادر التي في شبه الجزيرة الأيبيرية أو في كورنوال. شملت الأسواق حضارات من مناطق فقيرة بالموارد المعدنية، مثل الحضارة الميسينية وقبرص وكريت، ومن شبه الجزيرة الأيبيرية كذلك، وهذه حقيقة قد تشرح التشابهات الحضارية بين هذه الحضارات والحضارة النوراجية، ووجود سيراميك من مايكينا وشمال كريت وغربها، وقبرص، في المواقع النوراجية، إلى جانب النسخ المطابقة المصنوعة محليا، يتركز هذا السيراميك في ستة مواقع يبدو أنها كانت تستخدم بوّابة بين المجتمعات.